# علی‌اکبر موسوی‌زاده
سید علی‌اکبر موسوی‌زاده یزدی (۱۲۷۱ یزد - ۳۱ تیر ۱۳۳۴ یزد) روزنامه نگار دوره قاجار و قاضی بلندپایه دوره پهلوی بود. او با محاکمه مسئولان شهربانی دوره رضا شاه پس از شهریور ۱۳۲۰ به شهرت رسید. موسوی‌زاده که در دوره قاجار تندترین حملات را به قوام‌السلطنه می‌کرد، در دوره پهلوی با قوام‌السلطنه همکاری نزدیک سیاسی داشت و همزمان با او در یک روز درگذشت. موسوی‌زاده همچنین نخستین استاندار تهران است.

## روزنامه‌نگاری
دروس مقدماتی حوزه را در یزد گذراند و پس از آن در اصفهان به فراگیری فقه و اصول و منطق پرداخت. با ورود به تهران وارد محافل سیاسی شد و فعالیت خود را آغاز کرد. از دوم شهریور ۱۳۰۰ به همراهی فرخی یزدی روزنامه طوفان را منتشر کرد که هفته‌ای دو بار، دوشنبه‌ها و جمعه‌ها چاپ می‌شد. فرخی صاحب امتیاز روزنامه بود و موسوی زاده مدیر مسئولی و سردبیری را بر عهده داشت. طوفان روزنامه‌ای تند و انتقادی با آرمان‌های چپ بود که در بیست و دومین شماره‌اش در ششم آذر ۱۳۰۰ توقیف شد.
سال بعد پس از آن‌که فرخی در سفارت شوروی تحصن کرد، او و موسوی زاده از ۳۱ امرداد انتشار طوفان را از سر گرفتند و انتقاد از دولت و مجلس را از سر گرفتند اما پس از چهار شماره همراه با شماری دیگر از روزنامه‌ها، طوفان در هفتم شهریور توقیف شد. این بار توقیف بیش از پانزده روز به طول نینجامید تا اینکه در ۲۸ آبان به سبب سرمقاله‌ای از فرخی که در آن قوام‌السلطنه نخست وزیر وقت «جغد شوم» خوانده شده بود، طوفان یک بار دیگر توقیف شد.
موسوی‌زاده و فرخی به جای طوفان، روزنامه پیکار را منتشر کردند که امتیاز آن متعلق به موسوی‌زاده بود و تنها یک شماره در دوم آذر ۱۳۰۱ انتشار یافت و توقیف شد. سرمقاله همین یک شماره هم علیه قوام‌السلطنه بود و در آن نوشته شده بود: «قوام‌السلطنه خائن بداند کاخ اشرافی او که از خون ملت و دسترنج بیگانگان بنا شده، سرنگون خواهد شد ولی مؤسسه ملی طوفان که متعلق به عموم آزادی‌خواهان است، از بین نخواهد رفت». 
موسوی‌زاده سپس امتیاز روزنامه قیام را گرفت که در شمارهٔ سوم آن، احمدشاه را زیر سؤال برد و او را مسؤول بدبختی‌های مملکت دانست. احمدشاه به عدلیه شکایت کرد. موسوی محکوم و در ۲۳ بهمن ۱۳۰۱ به یزد تبعید شد.

## قضاوت
از آن پس دیگر موسوی‌زاده از روزنامه‌نگاری و فعالیت سیاسی دست کشید. پس از به سلطنت رسیدن رضا شاه، با به روی کار آمدن علی‌اکبر داور به عنوان وزیر عدلیه و ایجاد تحول در دادگستری، موسوی‌زاده به خدمت قضائی مشغول شد. مدتی رئیس عدلیه قزوین و زمانى رئیس عدلیه كرمان بود تا در سال ۱۳۱۶ به تهران بازگشت و رئیس یكى از شعب استیناف (تجدید نظر) شد.
در اوائل سال ۱۳۲۱ موسوی‌زاده به جای ضیاءالدین کیانوری رئیس كل دادگاه‏هاى دیوان كیفر شد و مسئولان شهربانی دوره رضا شاه را محاکمه کرد که او را به شهرت رساند. پس از این محاکمه، مستشار دیوان عالى كشور شد. در سایه این شهرت، بار دیگر در سیاست فعال شد و به هواداری از آلمان پرداخت. همین هواداری باعث شد نیروهای متفقین او را بازداشت کنند و یک سال در اسارت‌گاه متفقین در اراک زندانی شود.

## همکاری با قوام
در سال ۱۳۲۵ كه قوام‌‏السلطنه نخست‌وزیر شده، موسوی‌زاده را مدتی وزیر مشاور و سپس وزیر دادگسترى کرد. او در این دوره با قوام‌‏السلطنه در تأسیس حزب دموكرات همكارى نزدیك داشت و مدتى قائم‌مقام او در حزب بود. در شهریور ۱۳۲۶ که کابینه‌اش را ترمیم کرد، پست فرمانداری تهران را به او داد. در بیستم مهر ۱۳۲۶ به تصویب هیئت‌وزیران، تهران استان و موسوی‌زاده نخستین استاندار این استان شد. 
با پایان دولت قوام در زمستان ۱۳۲۶ به دادگستری بازگشت. در اواخر عمر برای استراحت به زادگاهش یزد رفت و پس از دو ماه بر اثر حمله قلبی  در همان روزی که قوام درگذشت، او نیز از دنیا رفت.